# Suquém de amêijoa

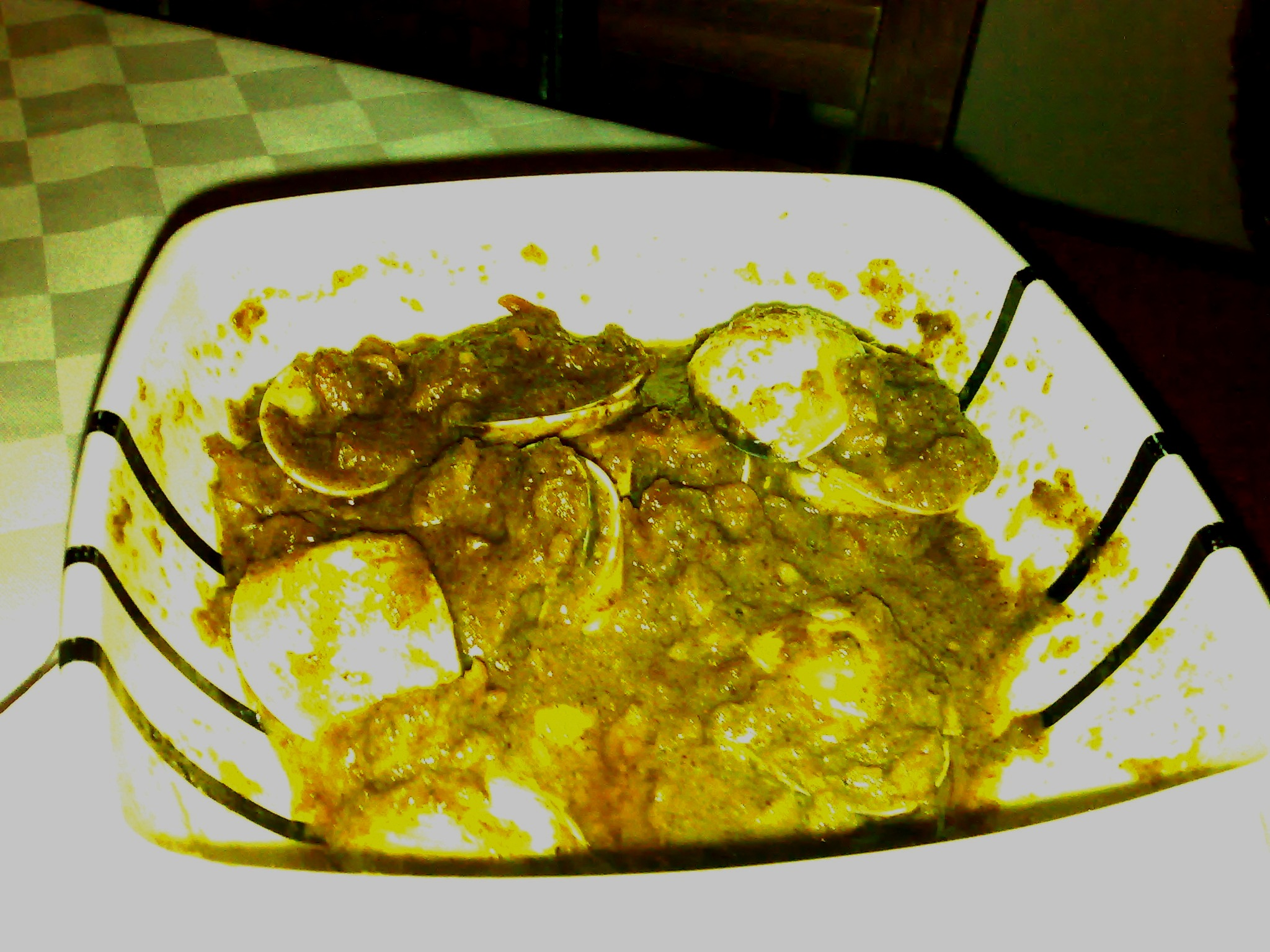
Suquém de amêijoa

Suquém de âmeijoa é um prato típico da culinária indo-portuguesa de Goa, Damão e Diu, outrora pertencentes ao Estado Português da Índia.
Como o nome indica, trata-se de um prato confeccionado com amêijoas e especiarias.